# Oarisma
Genre
Oarisma est un genre américain de lépidoptères (papillons) de la famille des Hesperiidae et de la sous-famille des Hesperiinae.

## Liste des espèces
Selon Funet :
- Oarisma boeta (Hewitson, 1870)
- Oarisma bruneri Bell, 1959
- Oarisma edwardsii (Barnes, 1897)
- Oarisma era Dyar, 1927
- Oarisma garita (Reakirt, 1866)
- Oarisma nanus (Herrich-Schäffer, 1865)
- Oarisma poweshiek (Parker, 1870)